# Municipio de York (condado de Carroll)
El municipio de York (en inglés: York Township) es un municipio ubicado en el condado de Carroll en el estado estadounidense de Illinois. En el año 2010 tenía una población de 1734 habitantes y una densidad poblacional de 11,87 personas por km².

## Geografía
El municipio de York se encuentra ubicado en las coordenadas 41°59′9″N 90°3′30″O / 41.98583, -90.05833. Según la Oficina del Censo de los Estados Unidos, el municipio tiene una superficie total de 146.13 km², de la cual 123,05 km² corresponden a tierra firme y (15,79 %) 23,08 km² es agua.

## Demografía
Según el censo de 2010, había 1734 personas residiendo en el municipio de York. La densidad de población era de 11,87 hab./km². De los 1734 habitantes, el municipio de York estaba compuesto por el 96,19 % blancos, el 1,5 % eran afroamericanos, el 0,46 % eran amerindios, el 0,23 % eran asiáticos, el 0,29 % eran de otras razas y el 1,33 % eran de una mezcla de razas. Del total de la población el 2,08 % eran hispanos o latinos de cualquier raza.